# Kattögenebulosan
Kattögenebulosan (NGC 6543, Caldwell 6) är en planetarisk nebulosa i stjärnbilden Draken. Strukturellt sett är den en av de mest komplexa nebulosorna som astronomer har observerat, med anmärkningsvärda strukturer såsom jetstrålar och bågliknande formationer som avslöjats med hjälp av högupplösningsbilder från Hubbleteleskopet.
Kattögenebulosan upptäcktes av William Herschel den 15 februari 1786 och var den första planetariska nebulosa vars spektrum undersöktes. Det var den engelske amatörastronomen William Huggins som undersökte nebulosan 1864.
Moderna studier har lett till ett antal mysterier. Den komplexa strukturen kan delvis vara orsakad av material utkastat från en central dubbelstjärna, men det finns inga bevis för att den centrala stjärnan har en följeslagare. Dessutom har mätningar av kemiska koncentrationer avslöjat en stor skillnad mellan mätningar gjorda med två olika metoder. Vad som orsakar skillnaden i resultat mellan de olika mätmetoderna är inte känt.

## Allmän information
Kattögenebulosan är en välstuderad planetarisk nebulosa. Den är relativt ljus med en magnitud på +8,1, och har också en hög ytljushet. Den har en rektascension på 17 h 58,6 m och en deklination på +66°38'. Dess höga deklination gör den enkel att observera från den norra hemisfären, där de flesta av de stora teleskopen finns. Kattögenebulosan ligger nästan exakt mitt i linje med den norra ekliptiska polen. 
Medan den inre nebulosan är ganska liten, 20 bågsekunder i diameter, har den en utbredd halo av materia som den förgångna stjärnan kastade ut under sin röda jättefas. Halon sträcker ut sig till en diameter på ungefär 386 bågsekunder (6,4 bågminuter).
Observationer visar att nebulosans huvudkropp har en densitet på ungefär 5 000 partiklar/cm³ och en temperatur på ungefär 8 000 K. Den yttre halon har en högre temperatur på ungefär 15 000 K och en mycket lägre densitet. 
Den centrala stjärnan hos Kattögenebulosan är av O-typ och har en temperatur på uppskattningsvis 80 000 K. Den har omkring 10 000 gånger högre luminositet än solen, och dess radie är omkring 0,65 gånger solens. Spektroskopiska analyser visar att stjärnan förlorar massa genom en snabb solvind med en hastighet på ungefär 3,2×10−7 solmassor per år - alltså ungefär 20 biljoner ton per sekund. Vindens hastighet är omkring 1 900 km/s. Vissa uträkningar visar att stjärnan väger bara lite mer än en solmassa, medan andra mätningar visar på att den har en vikt på ungefär 5 solmassor.

## Observationer
NGC 6543 upptäcktes av William Herschel den 15 februari 1786 och var den första planetariska nebulosa vars spektrum blivit undersökt. Det var den engelske amatörastronomen William Huggins som undersökte nebulosan 1864. Efter dessa tidiga observationer har hela NGC 6543:s elektromagnetiska spektrum undersökts.

### Infraröda observationer
Observationer av Kattögenebulosan i infraröda våglängder avslöjar att det finns kallt stjärnstoft. Detta stoft tros ha formats under de sista perioderna av den förgångna stjärnans liv. Det absorberar ljus från centralstjärnan och emitterar vid infraröda våglängder. Spektrumet indikerar att det infraröda stoftet har en temperatur på ungefär 70 K.
Den infraröda strålningen avslöjar också att det finns icke-joniserade material såsom molekylärt väte(H2). I många planetariska nebulosor är den molekylära strålningen störst vid längre avstånd från stjärnan, där mer material är avjoniserat, men den molekylära vätestrålningen i Kattögenebulosan ser ut att vara stor i den yttre halons inre hörn. Detta kan bero på att chockvågor exciterar H2, när utkastat material som rör sig med olika hastigheter kolliderar.

### Optiska och ultravioletta observationer
Kattögenebulosan har observerats mycket i ultravioletta och optiska våglängder. Spektroskopiska mätningar i dessa våglängder har använts för att bestämma koncentrationer, medan bilder vid dessa våglängder har använts till att avslöja den invecklade strukturen i nebulosan.
Bilder från Hubble-teleskopet som tagits fram med den metoden är i falska färger och har använts för att framhäva regioner med låg och hög jonisation. Tre bilder har tagits med filter som isolerar ljus som emitterats från enkelt joniserat väte vid 656,3 nm, från enkelt joniserat kväve vid 658,4 nm och från dubbelt joniserat syre vid 500,7 nm. Bilderna kombinerades i röda, gröna respektive blå kanaler, fastän deras riktiga färger är rött, rött respektive grönt. Bilden visar två "kepsar" med mindre joniserat material vid änden av nebulosan.

### Röntgenobservationer
Nyligen gjorda observationer i röntgenvåglängder av Chandra X-ray Observatory har avslöjat att det finns extremt varm gas inne i Kattögenebulosan. Bilden i tabellen överst på denna sida är en kombination av optiska bilder från Hubble Space Telescope och bilder från Chandra X-ray Observatory. Man tror att den mycket varma gasen är resultatet av våldsam interaktion mellan en snabb stjärnvind och material som tidigare kastats ut. Interaktionen har tömt den inre bubblan i nebulosan.
Chandra-observationer har också avslöjat en punktkälla vid den centrala stjärnan som det kommer strålning ifrån. Man hade inte trott att stjärnan skulle släppa ut stark röntgenstrålning, så varför den gör det är lite av ett mysterium. Det kanske tyder på närvaron av en ackretionsskiva med hög temperatur inuti ett dubbelstjärnesystem. Objektet skulle i så fall kunna vara en röntgenbinär i sent skede av sin livscykel.

## Avstånd
Ett vanligt problem med studier av planetariska nebulosor är att deras avstånd i allmänhet inte är känt. Många metoder att räkna ut avståndet till en planetarisk nebulosa hänger på att göra ungefärliga antaganden, vilka kan vara mycket osäkra. 
På senare år har dock observationer med hjälp av Hubble Space Telescope gjort det möjligt att använda nya metoder för att räkna ut avståndet. Alla planetariska nebulosor expanderar, och observationer gjorda med några års mellanrum och med tillräckligt hög optisk upplösning kommer att avslöja hur nebulosan har växt. Denna tillväxt är dock mycket liten, endast någon enda millibågsekund per år eller mindre. Spektroskopiska observationer kan avslöja hastigheten av nebulosans expansion med hjälp av dopplereffekten. Sedan jämför man vinkelexpansionen med den kända expansionshastigheten, varvid avståndet till nebulosan kan beräknas.
Observationer med Hubble Space Telescope av Kattögenebulosan med några års mellanrum har använts för att räkna ut avståndet. Vinkelexpansionen är ungefär 10 millibågsekunder per år, medan expansionshastigheten har uppskattats till att vara 16,4 km/s. Genom att kombinera dessa resultat har man kommit fram till att NGC 6543 ligger ungefär 1 000 parsec (3×1019 m) ifrån jorden.

## Ålder
Den optiska expansionen kan också användas för att räkna ut åldern på nebulosan. Om den har expanderat med en konstant hastighet av 10 millibågsekunder per år, skulle den nå en diameter av 20 bågsekunder på 1000 år. Detta kan vara en övre gräns för dess ålder, eftersom utkastat material bromsas upp när det möter material som stjärnan kastat ut i tidigare stadier av sin evolution, likväl som interstellär materia.

## Sammansättning
Likt de flesta av alla astronomiska objekt, består NGC 6543 mest av väte och helium, med tyngre element representerade i mindre mängder. Den exakta sammansättningen kan fastslås med hjälp av spektroskopiska studier. Förekomsten av övriga grundämnen anges ofta i förhållande till väte, som är det vanligast förekommande grundämnet i rymden.
Olika studier ger i allmänhet olika värden för förekomsten av grundämnen. Detta beror ofta på att spektrografer påsatta på teleskop inte alltid samlar in allt ljus från det objekt den observerar, utan istället samlar in ljus från liten öppning. Följaktligen kan det vid olika observationer samlas in information från olika delar av nebulosan.
Resultat från mätningar av NGC 6543 visar att nebulosan innehåller (relativt väte) 12 % helium, omkring 3×10−4 kol och kväve och omkring 7×10−4 syre. Detta är typiska värden för en planetarisk nebulosa, med förekomster av kol, kväve och syre som är större än för solen.  
Djupa spektroskopiska studier av Kattögenebulosan kan indikera att nebulosan innehåller små mängder av material som är högt berikade med tunga ämnen.

## Kinematik och morfologi
Kattögenebulosan är strukturellt en mycket komplex nebulosa, och mekanismerna som har givit upphov till denna komplicerade morfologi är inte helt klarlagda.
Den ljusa delens struktur i nebulosan är huvudsakligen skapad genom samverkan med den snabba stjärnvinden som sänds ut av centralstjärnan och med material som blivit utkastat under bildandet av nebulosan. Denna samverkan orsakar emissionen av röntgenstrålning. Denna stjärnvind har "blåst ut" den inre bubblan av nebulosan, och ser ut att ha spräckt bubblan vid båda ändarna.
Det har också spekulerats om att centralstjärnan kan vara en dubbelstjärna. Existensen av en ackretionsskiva orsakad av massöverföringen mellan systemets båda komponenter kan ge upphov till polära jetstrålar, som i så fall skulle samverka med det tidigare utkastade materialet. Över tid skulle dessa jetstrålars riktning ändras till följd av precessionen.
Utanför de ljusa inre delarna av nebulosan, finns det en serie koncentriska ringar, som tros ha blivit utkastade vid formandet av denna planetariska nebulosa medan stjärnan var i det asymptotiska jättebandet i Hertzsprung-Russell-diagrammet. Dessa ringar är mycket jämnt utplacerade, vilket indikerar att de har blivit utkastade i regelbundna intervaller och med relativt lika hastighet.
Längre ut finns en stor ljussvag halo som expanderar långt ifrån stjärnan. Denna bildades före huvudnebulosan.